# Цан, Альберт фон
Альберт фон Цан (нем. Albert von Zahn; 10 апреля 1836, Лейпциг — 16 июня 1873, Мариенбад) — немецкий литератор, историк искусства, музейный работник.

## Биография
Поступил в Дрезденскую академию художеств, где стал учиться живописи под руководством Э. Бендемана и Г. Йегера, но вскоре, бросив учёбу, стал изучать историю искусства и эстетику.
Заведовал Новым веймарским городским музеем в Лейпциге, в 1867—1868 был доцентом Лейпцигского университета, читал лекции по истории искусства XIII—XVII веков.
Позже руководил основанным им в Дрездене училищем лепки и орнаментального рисования. С 1870 года — старший референт Главной дирекции королевской коллекции искусства и науки в Дрездене.
Помимо своей основной деятельности в 1870 году основал весьма важный для занимающихся историей искусства журнал «Jahrb ücher für Kunstwissenschaft» («Ежегодник художественных исследований»), который редактировал до самой своей кончины.

## Избранные публикации
- «Musterbuch für häusliche Kunstarbeiten» (Лейпциг, 1866—1868),
- «Dürers Kunstlehre und Verhältniss zur Renaissance» (Лейпциг, 1866),
- «Barock, Rokoko und Zopf» (в журнале «Zeitschrift für bildende Kunst» за 1873 г.).